# Скляревич, Владимир Иванович
Влади́мир Ива́нович Скляревич (12 (26) июня 1861, Старобельск, Харьковская губерния — 1935) — народоволец, революционер, участник Февральской революции, присяжный поверенный в Киеве, Оренбурге, Вологде, Харькове.

## Биография
Родился в семье служащего, дворянин, православный.
Революционную деятельность начал в 1879 году в Харькове, участвуя в гимназических и студенческих кружках, вёл пропагандистскую работу. В 1881 году примкнул к партии «Народная воля». Был арестован, но затем освобождён.
Повторно был арестован в 1882 году, сослан в Белополье. Вёл пропагандистскую деятельность в Одессе, вновь был арестован, но освобождён в сентябре того же года.
Окончил юридический факультет Киевского университета в звании кандидата права. В 1883—1885 годах работал в Киеве как пропагандист и член общества «Самопомощь». В ноябре 1885 года был арестован в Белополье и находился под арестом до февраля 1886 года. В том же году был задержан опять и отбывал двухмесячное заключение в тюрьме в Сумах.
После переезда в Киев 29 ноября 1888 года был арестован за пропаганду среди солдат. Суд состоялся 17 мая 1889 года, Скляревичу был вынесен оправдательный приговор.
17 января 1894 года получил свидетельство на звание присяжного поверенного при Киевском окружном суде за № 458. С 21 января по 2 октября 1896 года жил в Киеве и занимался юридической практикой, после чего переехал в Харьков (Екатерининская улица, 17).
В 1898 году был арестован в Полтаве и выслан за пределы губернии. Проживал в Санкт-Петербурге (Невский проспект, 65, кв. 6, ком. 14). 13 февраля 1899 года переехал в Курск. С 11 декабря 1901 года жил в Москве (Садовая улица, 12), потом — в Харькове и снова в Курске. Там стал членом партии социалистов-революционеров, работая членом комитета, пропагандистом и организатором до 1904 года.
С 19 апреля 1904 года жил в гостинице «Европа» в Минске. 11 января 1905 года переехал в Оренбург (Орская улица, дом Эверта и Суровой). Принимал активное участие в организации забастовочного движения среди рабочих железнодорожников. Участвовал во Всероссийском съезде железнодорожников.
14 октября 1907 года был арестован вместе с Михаилом Затонским и 28 января 1908 года выслан в Вологду под гласный надзор полиции до 31 декабря 1909 года. В Вологду был доставлен 2 февраля этапным порядком в сопровождении старшего конвоя В.Калашникова и стражника К. Ф. Коровяковского. Остановился в гостинице «Золотой якорь». В Вологде продолжал революционную работу как член комитета. 29 ноября 1908 года получил разрешение на ведение чужих дел в судебных установлениях Вологодской губернии. Жил на улице Пятницкой.
5 декабря 1908 года был арестован по требованию оренбургского жандармского управления и 10 декабря отправлен в Оренбург, где был осужден Саратовской судебной палатой по ст. 102 Уголовного уложения о наказаниях к отбыванию наказания в виде ссылки на поселении за принадлежность к оренбургской группе партии социалистов-революционеров. Наказание отбывал в 1910 году в Малышевской волости, в 1911—1915 годах — на станции Зима Иркутской губернии, затем — в Иркутске.
Был освобождён по амнистии в 1917 году (на 6 января 1928 года проживал в Иркутске). После Октябрьской революции стал членом Общества политкаторжан и ссыльнопоселенцев.
Был женат на Марии Георгиевне. Имел сыновей Георгия и Виктора, а также дочерей Евгению, Александру, Надежду, Марию и Анну.

## Публикации
- Скляревич Владимир Иванович О киевской «группе заговорщиков» 1885—1892 гг. // Каторга и ссылка. — М., 1928. — № 5(42). — С. 68—71[2].

## Архив
- ГАВО. Ф. 108. Оп. 1. Д. 3357. Л. 1, 2, 3—3об., 5, 6, 7, 10, 11, 12.
- ГАВО. Ф. 129. Оп. 3. Д. 748. Л. 1—1об., 2—2об., 3, 4—5об., 6, 7, 8—10об., 14об.—18, 19, 20, 21, 22—23, 24—24об.